# 武田千代三郎

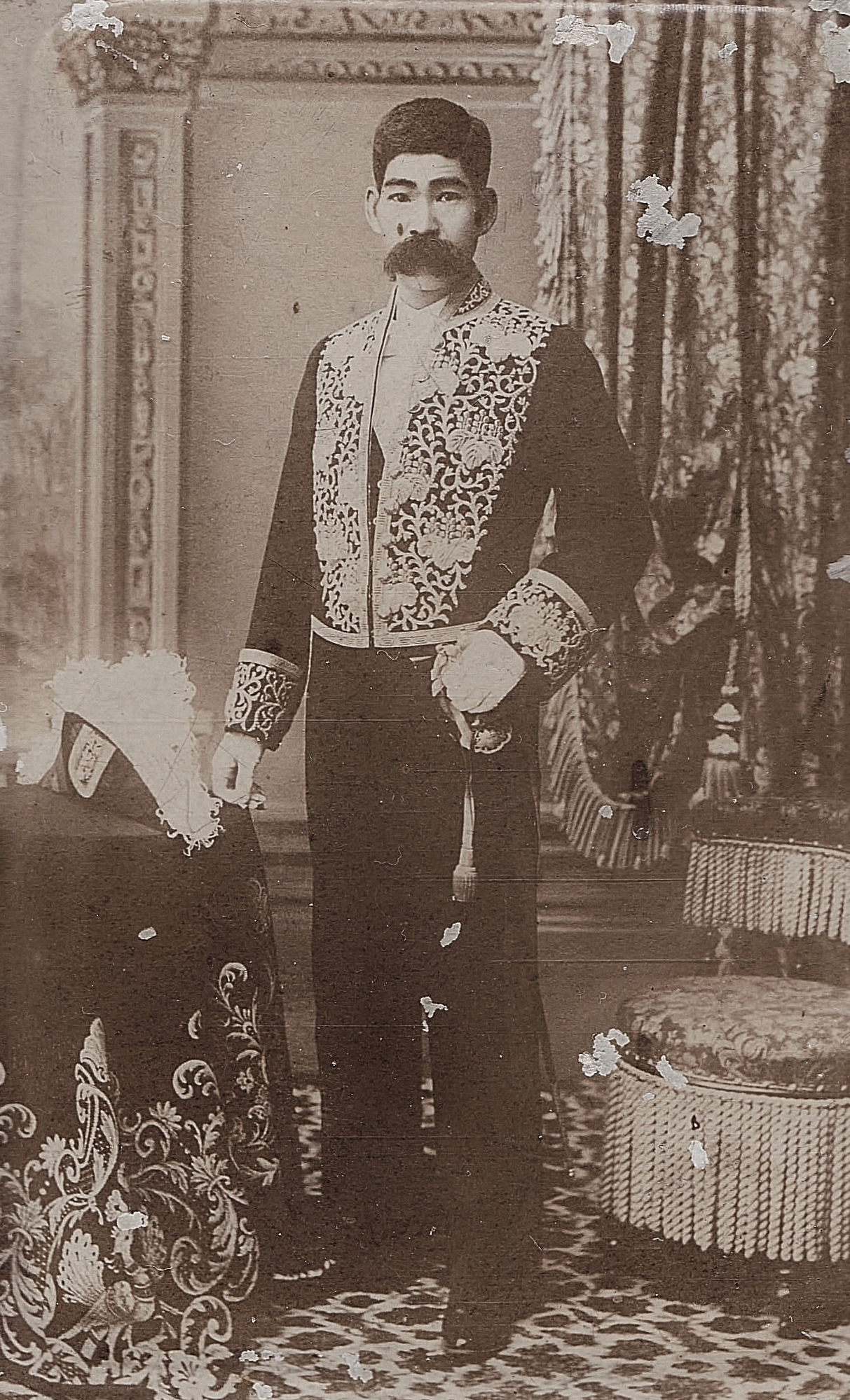
武田千代三郎の肖像写真

武田 千代三郎（たけだ ちよさぶろう、1867年5月27日〈慶応3年4月24日〉- 1932年〈昭和7年〉5月26日）は、日本の内務官僚、教育者、スポーツ指導者。官選県知事、神宮皇學館長、大日本体育協会副会長、大阪市立高等商業学校長。駅伝競走の命名者、運動中の水分補給を禁止する風潮を創り上げた人物として知られる。

## 経歴
柳河藩士・武田道夫の二男として筑後国山門郡柳河（現：柳川市）で生まれる。共立学校、第一高等学校を経て、1889年7月、東京帝國大學法科大学法律学科（英法）を卒業。
1889年8月、法制局雇となる。同年12月に徴兵され近衛歩兵第1連隊に入隊。1890年11月、陸軍歩兵二等軍曹で満期除隊となる。同年12月、法制局試補となり、さらに法制局参事官を務める。1893年4月、内務省に転じ広島県参事官に就任。以後、長野県警部長、群馬県書記官、兵庫県書記官などを歴任。
1899年4月、秋田県知事に就任。1902年2月、山口県知事に転じた。友人の佐野友三郎を県立山口図書館長として招聘したことでも知られている。1903年6月に山口県知事を休職。1905年9月、山梨県知事となる。
1906年（明治39年）には山梨県甲府市で一府九県連合共進会が開催され、大塚蒼湖・鈴木尚重らに山梨県内の名勝18ヶ所を描かせた木版画集『甲山峡水』を刊行させる。同知事としての在職中には明治40年の大水害が発生しており、武田は災害後に陣頭指揮を行い、後年にその様子を『明治四十年大水害実記』として記している。
1908年6月、青森県知事に就任。1913年6月に休職となり、翌月に退官した。
1913年9月、神宮皇學館長（ - 1918年4月）、大日本体育協会副会長（ - 1922年3月）に就任。1918年4月、市立大阪高等商業学校長事務取扱に就任し、さらに同校長を務める。同校が旧制大阪商科大学・同高等商業部に改組されると、学長事務取扱として1928年6月まで在任した。
1932年5月26日、病死する。享年65歳。

## 著書
- 『新農家』自由英学出版部、1903年9月。NDLJP:802305。
- 『理論実験競技運動』 巻之上、自由英学出版部、1903年10月。NDLJP:859912。
  - 『理論実験競技運動』（合冊版）博文館、1904年6月。NDLJP:859911。
  - 『理論実験競技運動』（復刻版）大空社〈社会体育スポーツ基本史料集成 第2巻〉、1992年4月。ISBN 9784872362350。
- 『心身鍛練 少年競技運動』博文館、1904年4月。NDLJP:860168。
- 『十和田湖』十和田保勝会、1922年7月。NDLJP:965772。
- 『学生運動取締論』大阪市立高等商業学校校友会、1925年11月。NDLJP:918371。
- 『学校選手論』スポーツマンホテル、1936年7月。

## 栄典
- 1891年（明治24年）11月28日 - 従七位[10]
- 1913年（大正2年）8月11日 – 従三位[11]